# Drapelul Botswanei
Drapelul național al Botswanei a fost adoptat la 30 septembrie 1966. Steagul este de culoare albastru deschis cu o bandă de culoare neagră orizontală pe centru, cu două dungi albe pe fiecare parte a dungii negre. Dungile sunt proporționate astfel 9:1:4:1:9. Culoarea albastră reprezintă apa, mai exact ploaia și provine de la mottoul de pe Stema Botswanei, pe care scrie Pula, cuvântul în limba Tswana însemnând „Să fie ploaie”. Dungile albe și negre reprezintă armonia rasială și de asemenea se referă la cele două zebre care sprijină stema națională.